# Dreiling

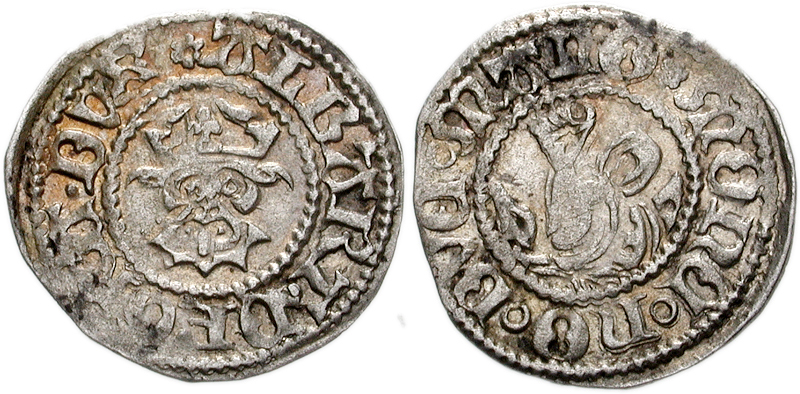
Dreiling, Herzogtum Mecklenburg, Albrecht VII. 1503

Dreiling (auch Dreyling, Dreling oder Driling, lat. ternarius, dän. trepenning) war die Bezeichnung einer Scheidemünze im Wert von drei Pfennigen.
Münzen vom Typ des Dreilings wurden erstmals nach 1374 in Lübeck und wenig später in Hamburg geprägt. Nach dem Rezess von 1392 war er eine Münze im Wendischen Münzverein. Die daran beteiligten Städte Lübeck, Hamburg, Lüneburg, Rostock und Wismar vereinbarten ein einheitliches Aussehen der Dreilinge. Sie zeigten auf beiden Seiten das Wappen der jeweiligen Stadt. Auch Gewicht und der Gehalt an Silber wurden einheitlich festgelegt. Einige Städte in Mecklenburg, Pommern und in Dänemark prägten Dreilinge, ohne Mitglied im Wendischen Münzverein zu sein.
Nach dem Ende des Wendischen Münzvereins in der Mitte des 16. Jahrhunderts wurden in Norddeutschland bis zur Mitte des 19. Jahrhunderts Dreilinge geprägt, seit dem Ende des 18. Jahrhunderts aus Kupfer. Die letzten Dreilinge prägte Schleswig-Holstein 1850/51 aus Kupfer und Hamburg 1855 aus einer Billon-Legierung.
Gelegentlich wurden auch die kupfernen 1½ Pfennig-Münzen des 18. Jahrhunderts als Dreilinge bezeichnet, da sie 3 Heller galten (Dreyheller).